# Albert Hendrik van Rood
Albert Hendrik van Rood (Hilversum, 22 mei 1885 – Wassenaar, 20 september 1947) was een Nederlands architect actief in de eerste helft van de twintigste eeuw. Hij legde zich voornamelijk toe op het ontwerp van industriële gebouwen, meestal in baksteen, en wordt gezien als de meest productieve en toonaangevende industrie-architect binnen Nederland in het interbellum.
De belangrijkste werken uit Van Roods oeuvre zijn de ontwerpen voor een elektrische centrale te Velsen en de Centrale Helpman te Groningen. Naast ontwerpen voor de industrie maakte hij ook onder meer enkele woningontwerpen. Een mede-architect daarin was Albert Kool. Kunstenares Katinka van Rood (1913-2000) en de immunoloog Jon van Rood (1926-2017) zijn kinderen van A.H. van Rood.

## Biografie

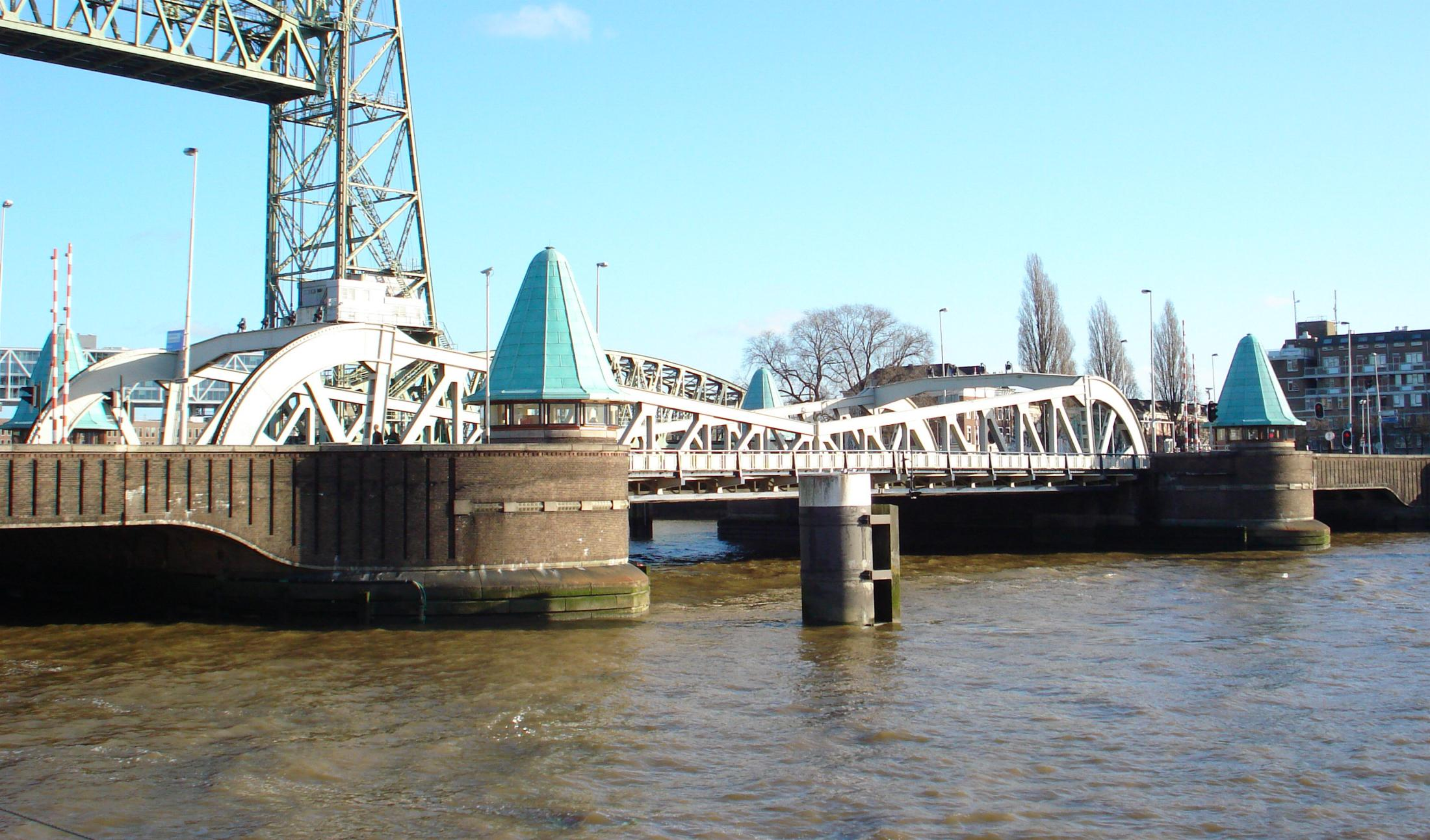
Koninginnebrug te Rotterdam (circa 1929)

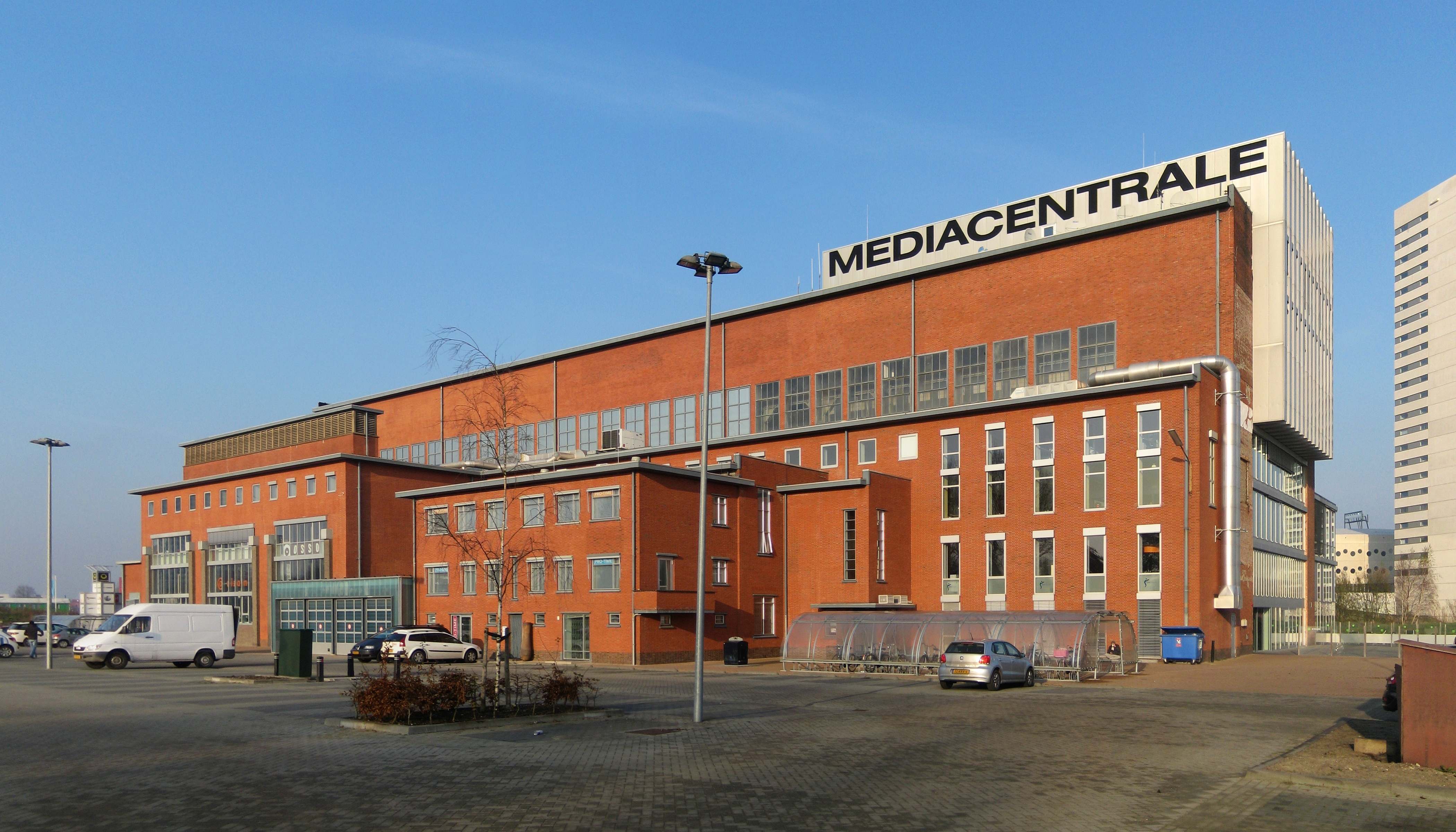
Deel van de Centrale Helpman te Groningen (circa 1930)

Van Rood volgde zowel de opleiding tot bouwkundig ingenieur (b.i.) als die tot civiel ingenieur (c.i.) aan de Technische Hogeschool in Delft. Hij kreeg een aanstelling bij de Maatschappij tot Exploitatie van Staatsspoorwegen en was daar onder andere betrokken bij de bouw van het huidige station Maastricht waar hij verantwoordelijk was voor de bouw van de eerste perronoverkapping van gewapend beton in Nederland. In 1919 werd hij aangesteld bij de Hoogovens. Naast fabrieksgebouwen ontwierp hij daar ook verscheidene dienstwoningen.
Bekendheid verwierf van Rood allereerst met zijn winnende ontwerp voor de Koninginnebrug in Rotterdam, maar vooral met zijn ontwerpen voor elektrische centrales in Velsen en Groningen, die omstreeks 1930 gereedkwamen. Voor deze werken stelde hij zich ook op de hoogte van de nieuwste inzichten en technieken in Duitsland en Groot-Brittannië.
Tijdens en vlak na de oorlog was Van Rood adviseur voor de Nederlandse regering inzake de bouw van noodwoningen. Hij toonde belangstelling voor prefab woningbouwystemen, die hij ook geschikt achtte voor permanente woningen. Tot zijn dood in 1947 bleef hij daarnaast verbonden aan de Hoogovens.

## Opvattingen
A.H. van Rood schreef veel over zijn architectonische opvattingen, en zijn geschriften geven een vrij compleet beeld daarvan. H.P. Berlage was een groot voorbeeld voor hem, en hij haalde Berlage regelmatig aan in zijn artikelen. Van Rood was vooral van mening dat het uiterlijk van een gebouw de functie daarvan moest weerspiegelen. Dat maakte hem beslist nog geen functionalist: er was voldoende ruimte voor versiering en ornamenten, zolang die maar in overeenstemming waren met de functie van het gebouw. Zo had Van Rood hevige kritiek op de door J.P.L. Hendriks ontworpen watertoren in zijn woonplaats Wassenaar: er was naar zijn mening in het ontwerp niets dat de functie van watertoren uitstraalde, en met name was het reservoir niet zichtbaar.

## Oeuvre (selectie)
- Koninginnebrug, Rotterdam (1929, deelontwerp, rijksmonument)
- Centrale Velsen (PEN), Velsen-Noord (1929 - 1933)
- Centrale Helpman (PEB Groningen, Helpman bij Groningen (1931)
- Transformatorstation Gasselte, Gasselte
- Tuinwijk te Utrecht (ca. 1920, met Albert Kool, 180 woningen en 4 winkels, deels gemeentelijk monument)
- Blok boven- en benedenwoningen aan de Admiraal van Gentstraat te Utrecht (ca. 1925, met Albert Kool)
- Wederopbouw Stoomolieslagerij J. van Vollenhoven te Amersfoort (1938-'39)